# Stéphane Grégoire
Stéphane Grégoire (Thouars, 2 febbraio 1968) è un ex calciatore francese, di ruolo centrocampista.

## Carriera

### Club
Gioca per più di un decennio nelle serie minori del calcio francese con la maglia del Thouars Foot 79. Nel 1990 la società retrocede nella Division 4 prima di ottenere tre promozioni tra il 1991 e il 1994. Nel 1997 viene acquistato dal Rennes, andando a giocare in Ligue 1. Nel 2002 vive un'esperienza biennale con l'Ajaccio prima di trasferirsi al Dijon, in Ligue 2. Nel 2008 chiude la carriera all'Orléans, in terza divisione.